# Iris Écho De France
L’iris Écho De France est une variété d'iris hybride. (Parents : 'Snowlight' × 'Champagne Braise').
- Catégorie : Grand Iris de Jardin (TB).
- Création : P. Anfosso (1984).
- Description : Iris aux pétales blancs sur des sépales jaune-primevère à barbe jaune-orange.
- Floraison : hâtif moyen.
- Taille : 85 cm.